# Axel Hjalmar Edgren
Axel Hjalmar Edgren, född 26 augusti 1813 i Köla församling, Värmlands län, död 28 december 1864, var en svensk politiker och bruksförvaltare.

## Biografi
Axel Hjalmar Edgren föddes 1813 på Köla prästgård i köla socken. Han var son till kyrkoherden Johan Edgren och Sara kristina Svantesson. Edgren studerade 1822 vid Karlstads skola och blev 1827 elev på Sälboda bruk i Gunnarskogs socken. Han blev 1833 elev vid Filipstads bergsskola och 1834 bruksbokhållare på Östanå bruk i Karlskoga socken. Edgren blev 1837 bruksförvaltare vid Östanå bruk och 1841 på Bosjön i Karlskoga socken. Han var egendomsägare sedan 1840. Edgren bildade 1856 ett bolag för söfsjöns uttappning. Han avled 1864 på Agneteberg vid Arvika och begrdes jämte sin hustru på Arvika kyrkogård.
Edgren var ordförande i Arvika kommunalstämma och i Västra Värmlands sparbank.

### Egendom
Edgren ägde sedan 1840 Agneteberg vid Arvika. Fick 1 juli 1841 genom arv Håkanbohl med Lindfors bruk och delar i Dalkarlsbergs gruvor, som han sålde 1842. Edgren köpte 1856 Västgård.

### Familj
Edgren gifte sig 15 mars 1838 på Kanbohl med Johanna Mathilda erger (1817–1878), dotter till bruksägaren Alexander Berger och Anna Maria Hedrén. De fick tillsammans barnen professorn Johan Alexander Edgren (född 1839), professorn Hjalmar Edgren (född 1840–1903), studenten Karl Leonard Edgren (1843–1862 vid Uppsala universitet, disponenten Axel Albert Edgren (född 1845), Sara Gerda Maria Edgren (1847–1876) som var gift med kyrkoherden Adolf Fredrik Holmquist i Ekshärads församling, disponenten Anders Gustaf Theodor Edgren (1850–1900), Hilda Karolina Matilda Edgren (1854–188) som var gift med kronofogden Johan Vilhelm Myrin och Hedvig Anna Ulrika Edgren (1856–1892) som var gift med Karl Helmer Pihlgren.